# 津浦铁路泰安车站旧址
津浦铁路泰安车站旧址，初建时称为泰安府车站，位于山东省泰安市泰山区财源街道，德式建筑，建于1909年1月-1910年12月。该建筑是津浦铁路上保存最早的站房建筑，包括站房（配套候车室）、钟楼、水楼等，站房为两层，钟楼为六层，全部由青色大理石砌筑，内设木质地板。由于旧站不能满足客运要求，在其西侧修筑了新的站房（即今泰山站），但旧站现仍作为泰山站的一部分使用。
光绪三十四年（1908年），津浦铁路合同草签，德国承修包括泰安府车站在内的北段，英国修筑南段。德国工程师弥勒设计了本站，全部工程都是德国工程师负责站场监督施工，除砂、木料外，所用材料皆从德国购置，所需工匠从泰安府及所辖县招用，采取以工代赈的办法。车站条石砌墙，砖作出檐，木构架红瓦四坡顶，有线路8股，站台2座，站房、办公楼、水楼各一座，通高14.80米。水楼5层，通高26.30米。老站房为上下两层，每层8间，长约40米，宽约20米，方石块结构，拱形门窗，为木石结构，底层为旅客购票、候车及出入站口，二层供办公之用。站房东侧即泰安府站钟楼，5层，高约30米，木石结构，基础部分用巨石垒砌，呈梯形结构，有很好的减震效果，火车经过时，震动轻微。此楼当时为泰城最高建筑物。
宣统元年（1909年），泰安府车站建成并投入使用，是首通段85站之一。
宣统二年（1910年）11月10日，首列列车通过本站。
民国元年（1912年）全长1013公里的津浦铁路全线通车。
1926年3月，中国共产党曾在此成立在泰安最早的组织泰安支部（时称泰安苏维埃支部）。
1928年4月，国民革命军攻至车站。5月1日，蒋介石自兖州前来亲临车站作为指挥部督战攻击泰安城。次日，泰安城破，北伐军往济南进发。
1929年，孙文奉安大典自北京往南京沿铁路过境泰安，国民党在泰山上修筑了总理奉安纪念碑。
1933年，冯玉祥将军隐居泰山，出资对泰安站修复扩建维新。
1994年，列入第一批泰安市文物保护单位，登记名称为“泰安火车站小楼”。
2013年，列入第四批山东省文物保护单位，该文物保护单位是一座近现代重要史迹及代表性建筑。

## 图集

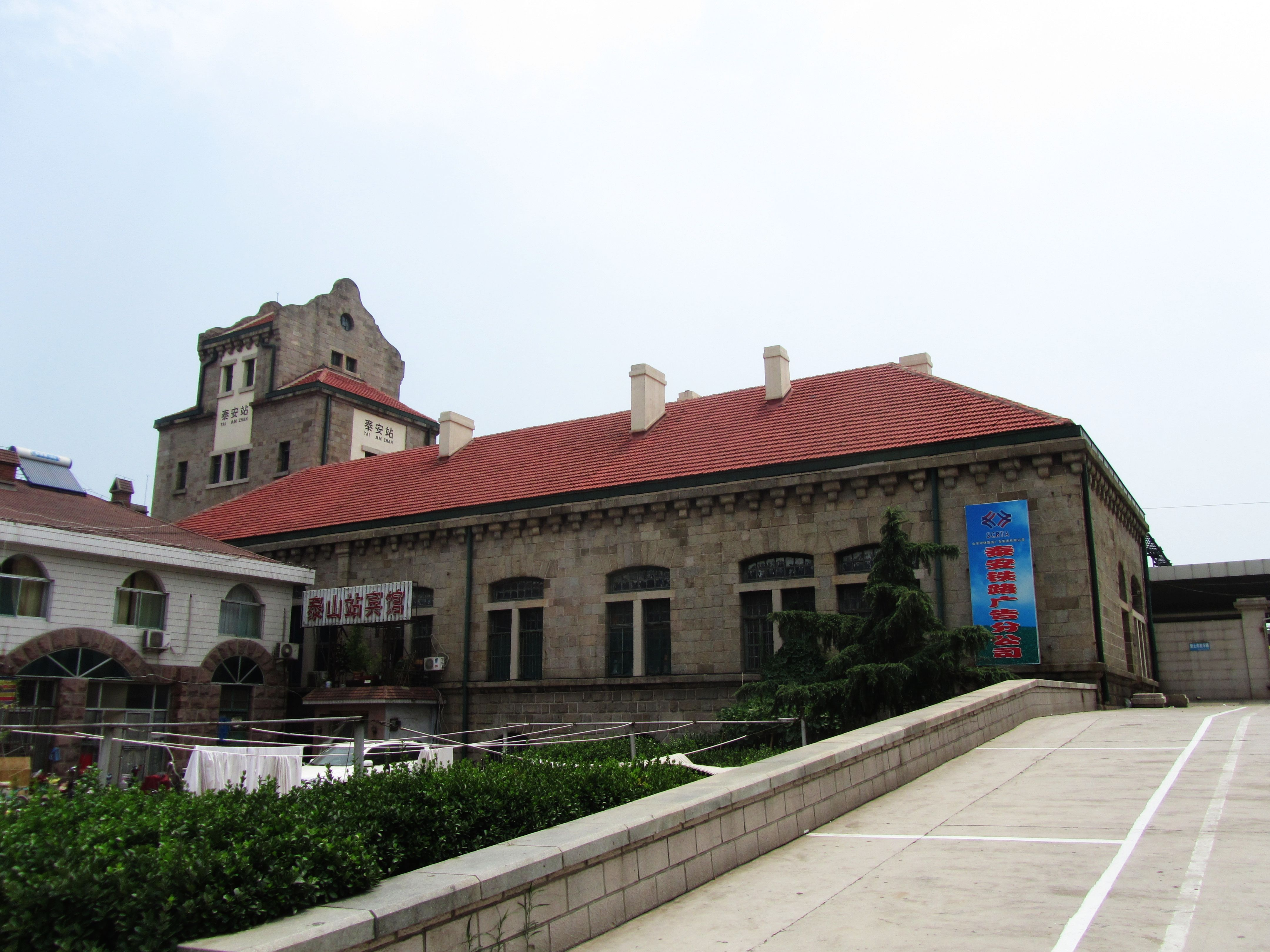
站外远景
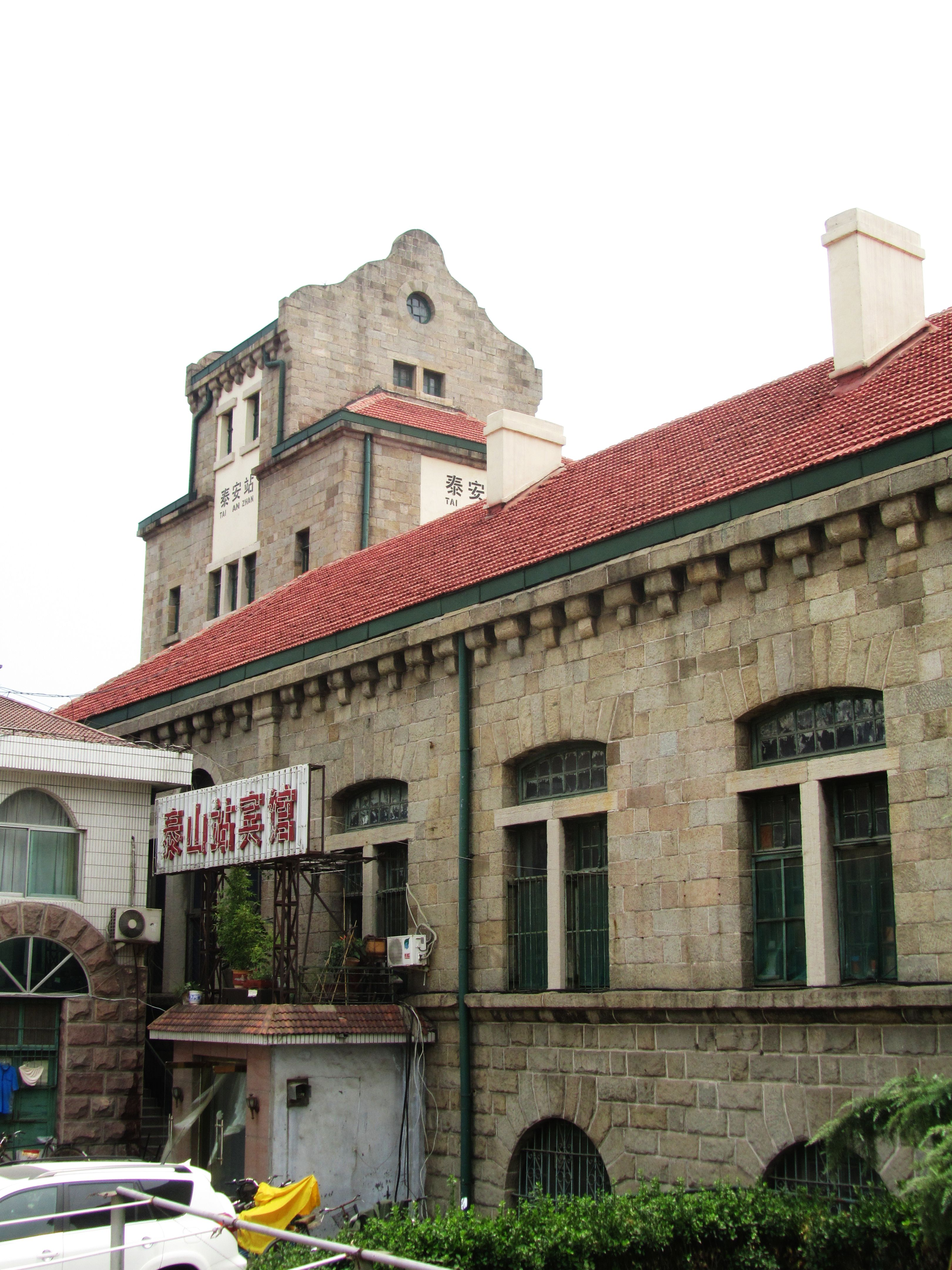
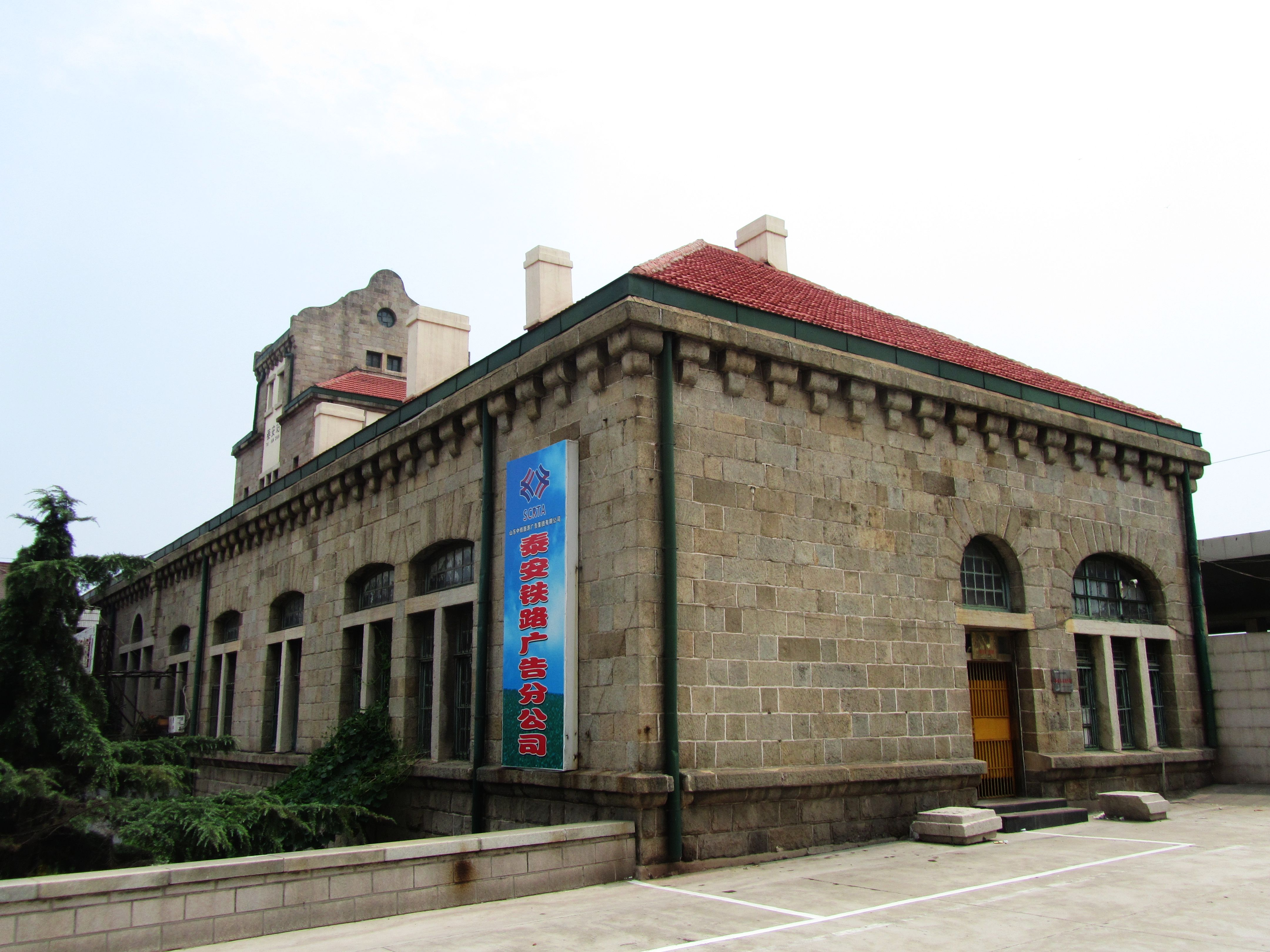
站外近景
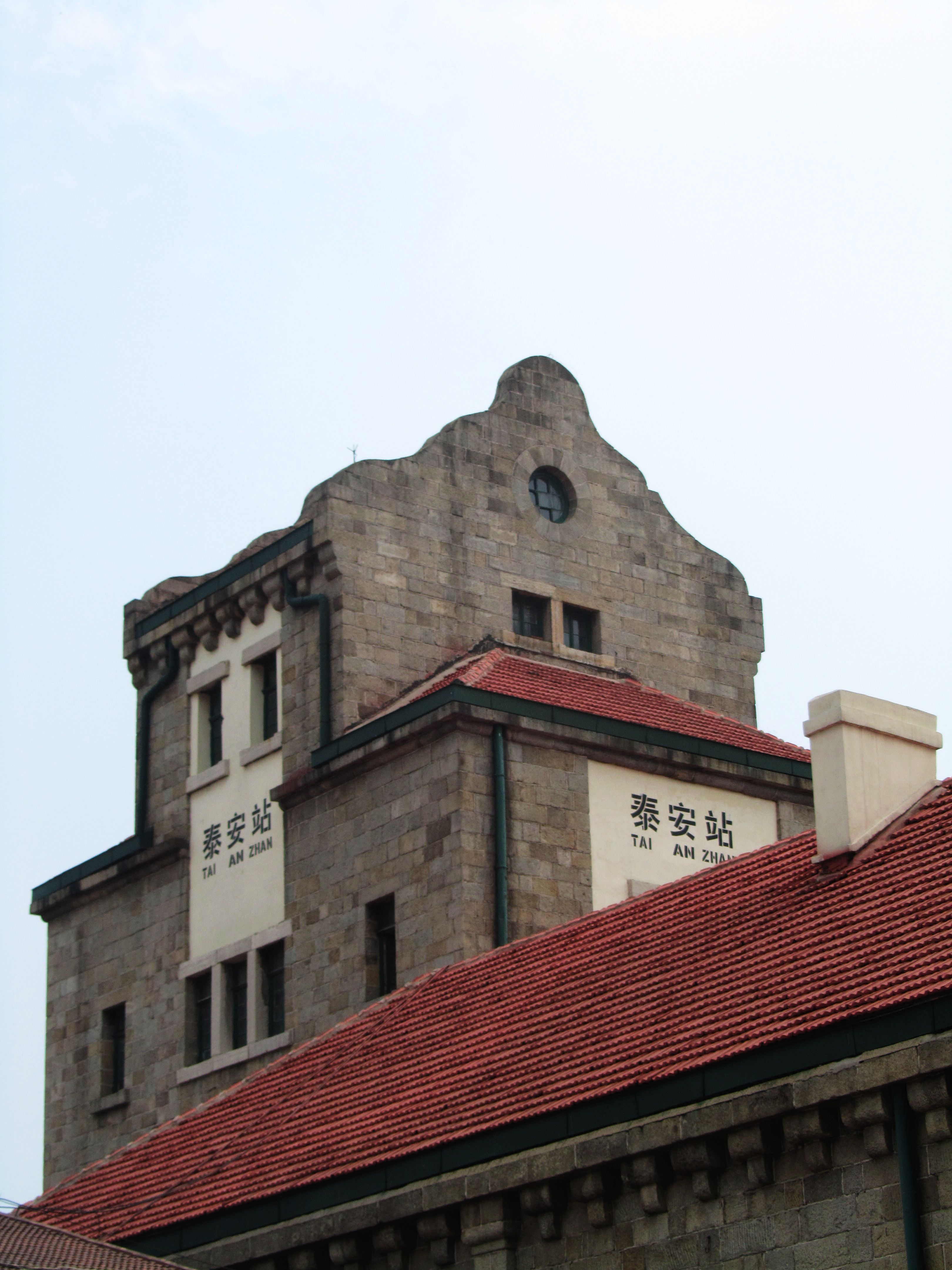
钟楼局部
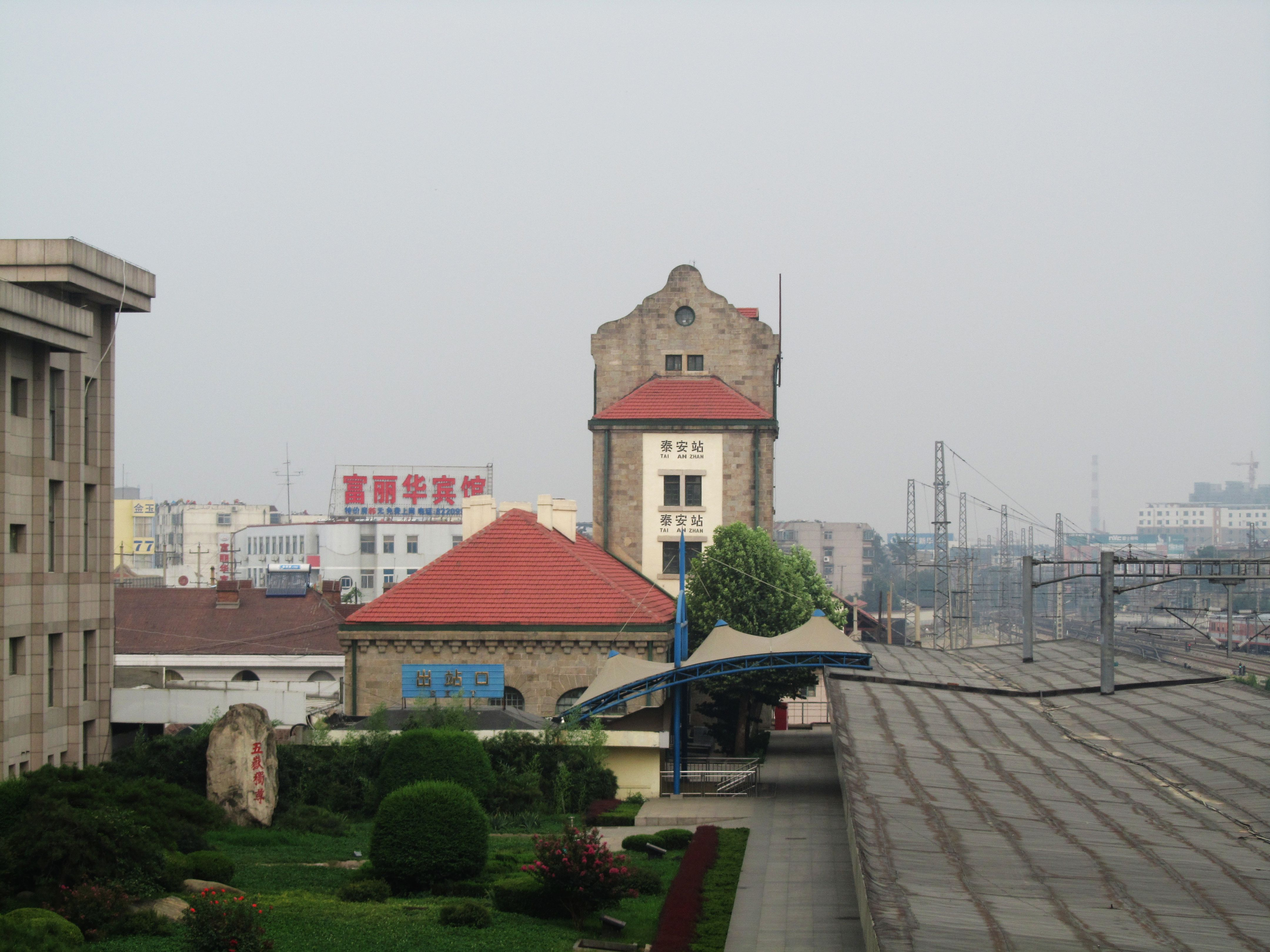
站内远景
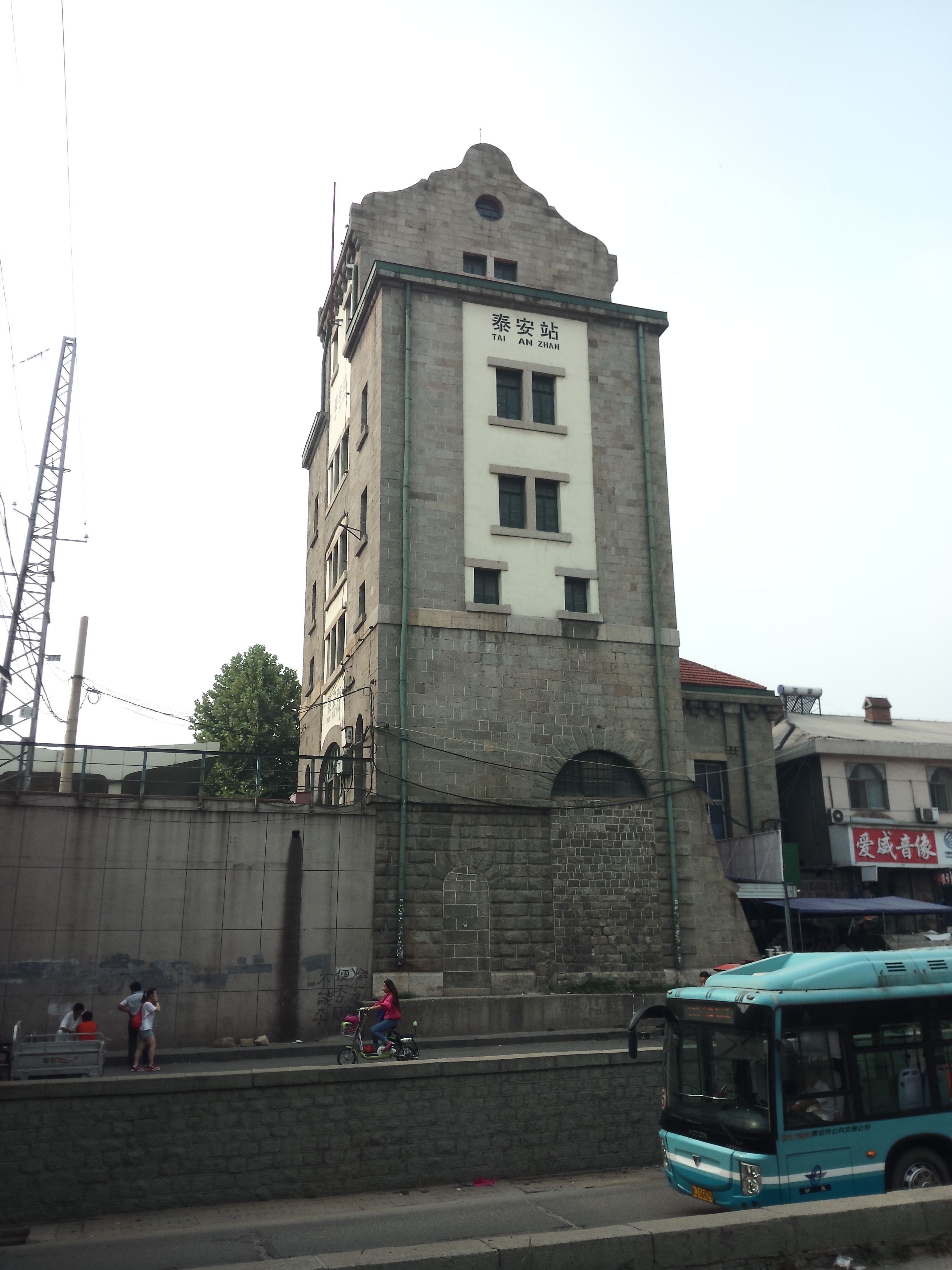
在东侧看钟楼
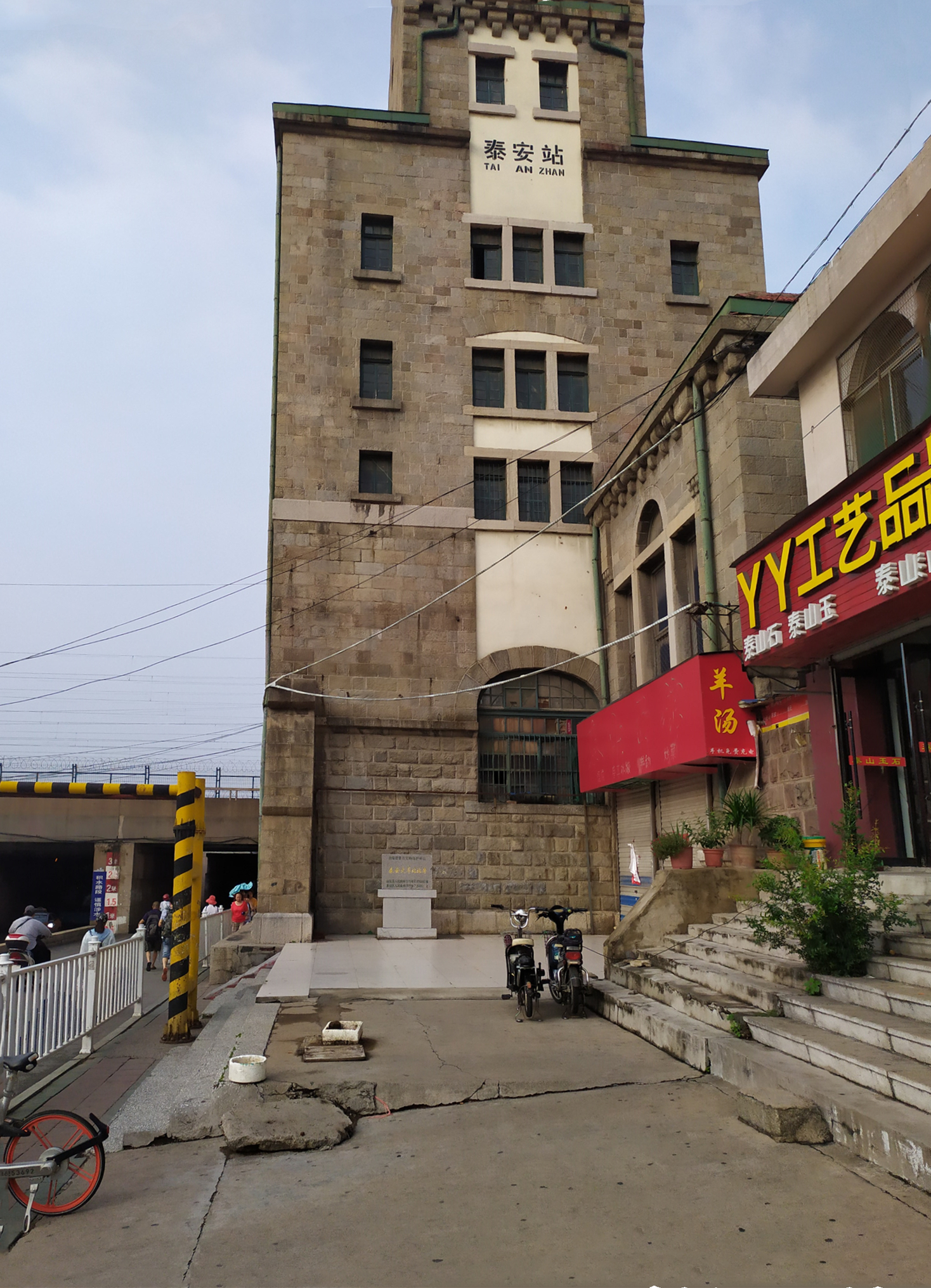
在北侧看钟楼
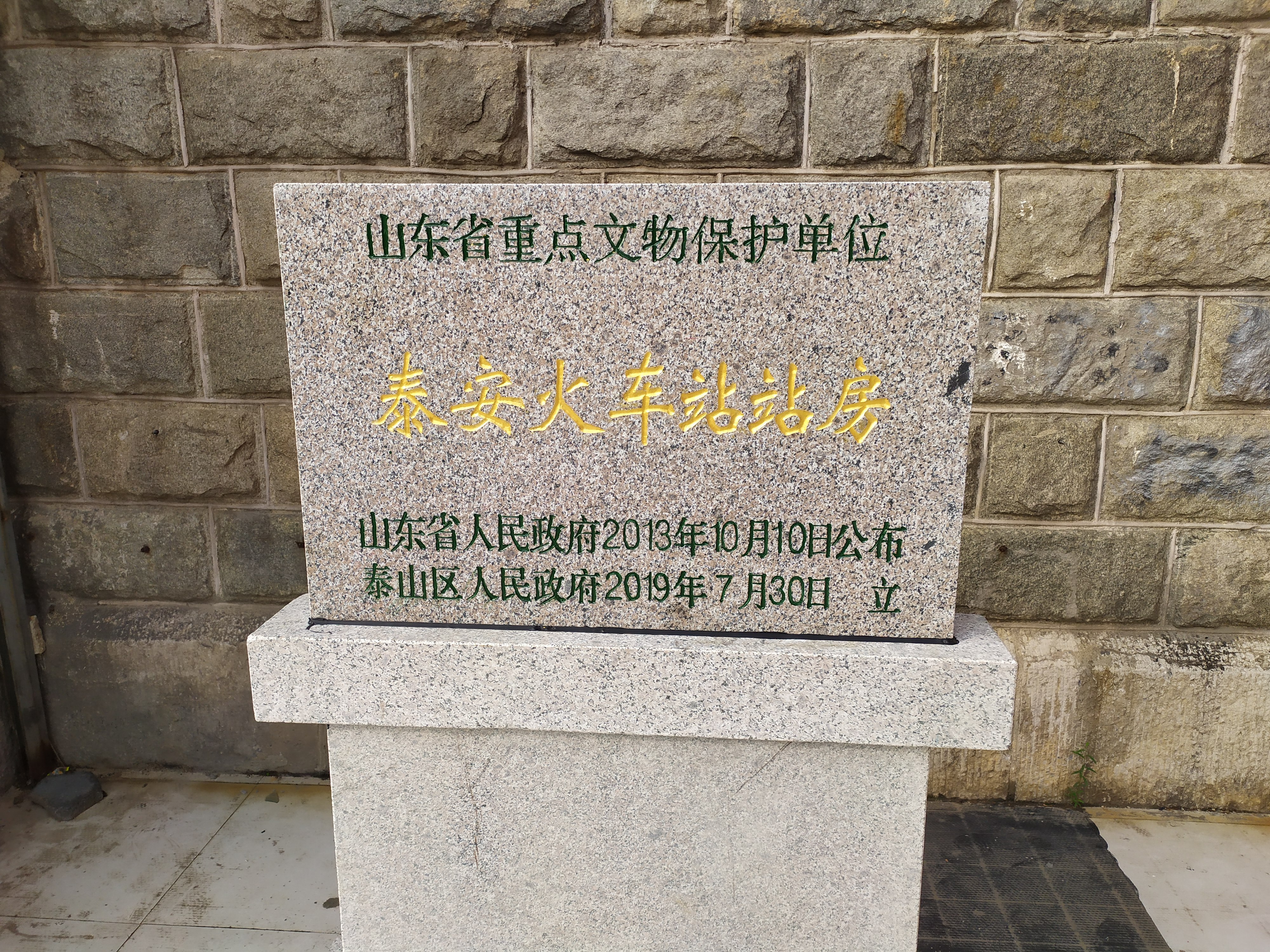
省级文保碑
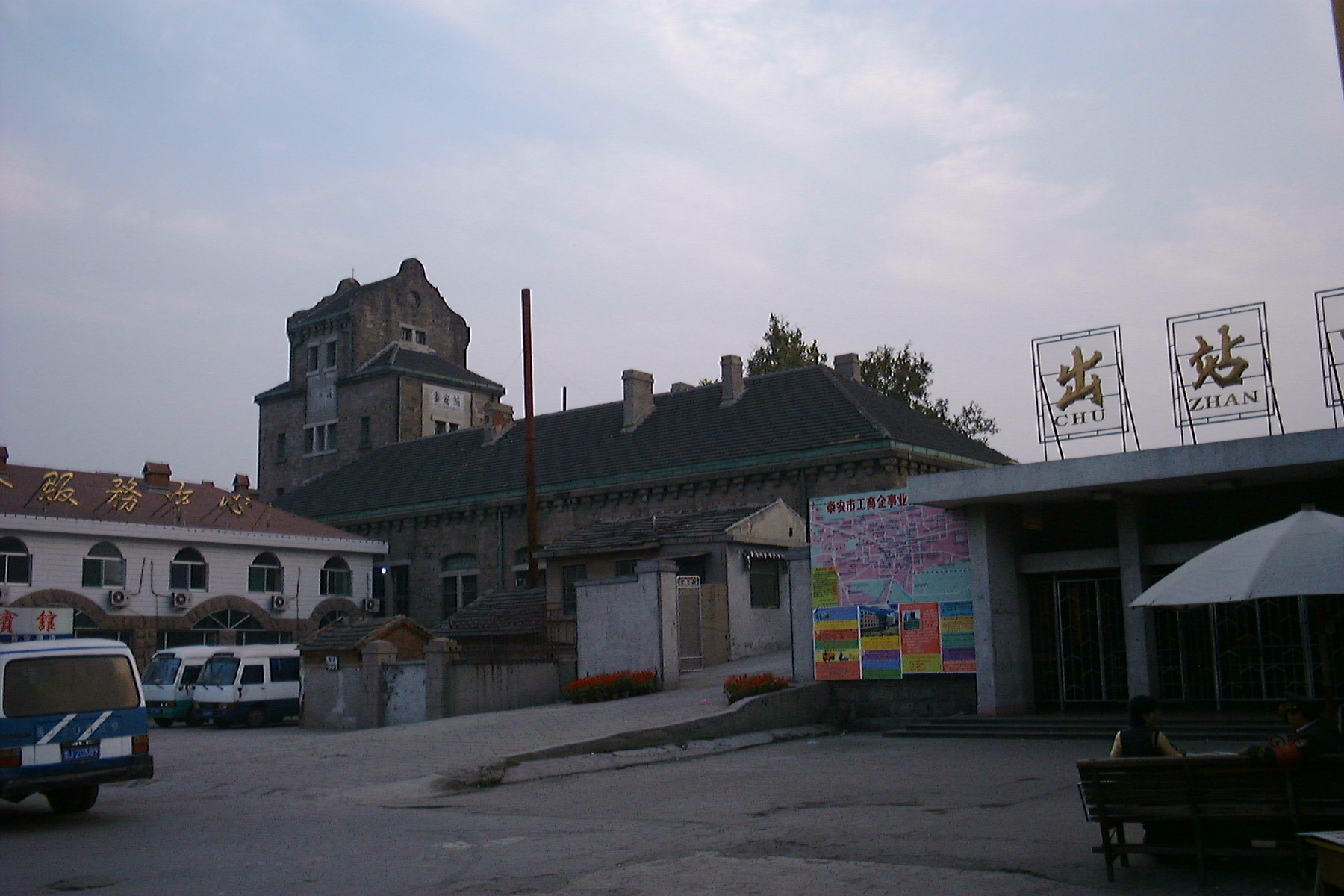
1999年摄影
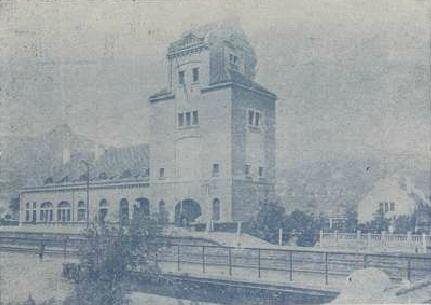
1934年摄影
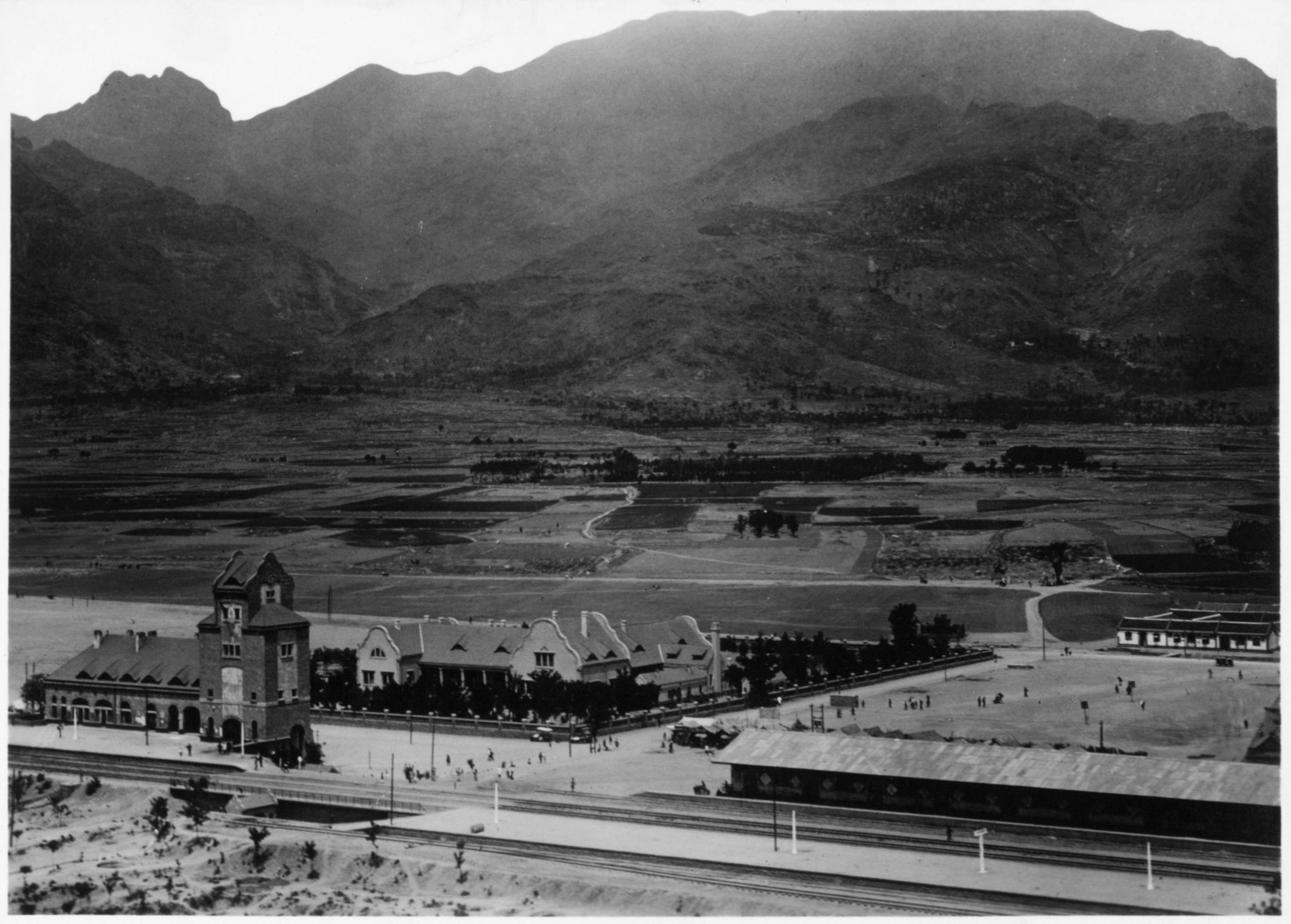
1929年摄影